# 단비
단비는 2009년 12월 6일부터 2010년 8월 15일까지 방송된 MBC의 일요일 예능 프로그램인 ‘일요일 일요일 밤에’ 코너 중 하나다. 사랑 나눔을 주제로 출연진들과 게스트가 국내나 해외에서 불우이웃을 돕는 컨셉으로 나오며 게스트는 단비천사라고 한다. 그리고 단비의 이름의 의미는 단 하나의 비밀을 의미하며 달콤한 비라는 뜻도 있어 Sweet Rain이라 쓰기도 한다.
2009년 12월 일요일 일요일 밤에의 개편으로 새롭게 추가된 3개의 코너 중 하나로, 3개 코너 중에서 시청률이 그나마 나은 코너였지만, 시청률이 1박 2일에 밀리고, 후원사의 지원 중단으로 2010년 8월에 종영하였다. 종영 직전에 2010년 가을개편 때 부활한다고 밝혔으나, 2011년부터 ’코이카의 꿈’으로 리부트・대체되었다.

## 출연진

### 김용만
1. 캐릭터 : 용만은 단비의 메인 MC이자 허접 삼형제(용만, 형돈, 두준)의 큰 형이다.
2. 별명 : 용반장, 엿만이형, 방송용만 (10회)[2]
3. 출연 : 1회 ~ 30회 (2009년 12월 6일 ~ 2010년 8월 15일)

### 김현철
1. 캐릭터 : 현철은 데뷔 15년 만에 MC 투입이라 솔로 진행 욕심이 있다.
2. 별명 : 김단비 (1회)
3. 출연 : 1회 ~ 30회 (2009년 12월 6일 ~ 2010년 8월 15일)

### 안영미
1. 캐릭터 : 영미는 단비의 홍일점이다.
2. 별명 : 골룸[3], 영철이
3. 출연 : 1회 ~ 30회 (2009년 12월 6일 ~ 2010년 8월 15일)

### 윤두준
1. 캐릭터 : 두준은 비스트의 리더이자 단비의 막내이며 삽질을 잘 한다. 단비방울 홍보 때, B2ST의 춤으로 표현한다.[4]
2. 별명 : 캡틴 두준 (9회),[5] 삽질 왕자[6], 방송두준
3. 출연 : 1회 ~ 30회 (2009년 12월 6일 ~ 2010년 8월 15일)

### 정형돈
1. 캐릭터 : 형돈은 원래 잠비아 특집 때 동행하려 했지만 스케줄 상으로 5회부터 투입되었다.
2. 별명 : 뚱보
3. 출연 : 5회 ~ 30회 (2010년 1월 3일 ~ 2010년 8월 15일)

### 마르코
1. 캐릭터 : 폐결절로 하차한 재훈을 대신해 12회부터 투입되었다.
2. 별명 : 들짐승[7]
3. 출연 : 12회 ~ 30회 (2010년 2월 21일 ~ 2010년 8월 15일)

### 조동혁
1. 캐릭터 :
2. 별명 :
3. 출연 : 21회 ~ 30회 (2010년 6월 13일 ~ 2010년 8월 15일)

## 이전 출연진

### 탁재훈
1. 캐릭터 : 재훈은 용만과 같이 메인 MC였다. 하차하면서 일밤 출연을 잠시 쉬었지만 뜨거운 형제들로 다시 복귀하였다.
2. 별명 : OO탁(오빠밴드의 메인별명).
3. 출연 : 1회 ~ 11회, 17회, 18회. (2009년 12월 6일 ~ 2010년 2월 14일, 3월 28일, 5월 23일)
4. 하차 이유 : 폐결절로 하차.

## 게스트
1. 한지민 (1화, 2화)
2. 한효주 (3화)
3. 2NE1 (4화)
4. 류승수, 차인표 (5화, 6화)
5. 남상미 (7화, 8화)
6. 이지아 (9화, 10화)
7. 박신혜 (11화)
8. 핑클 (유리, 진) (12화, 13화)
9. 송지효, 닉쿤 (2PM) (14화, 15화, 16화)
10. 김지수, 신현준, 슈퍼주니어 동해 (17화, 18화)
11. 윤소이, 민효린 (19화, 20화, 21화)
12. 신세경, 조동혁, 김용준 (21화, 22화, 23화, 24화)
13. 김수로, 장혁, 장희진, 김사랑 (24화, 25화, 26화, 27화)
14. 정경호, 손담비, 정아, 김용준 (28화, 29화, 30화)

## 단비 특종

### 말기암 신부
1. 방송일: 2010년 1월 3일 ~ 2010년 1월 10일.
2. 개요: 사연의 주인공인 김순진 씨는 말기암 환자이다. 어려운 가정형편으로 인해 결혼식도 올리지 못하고 웨딩사진도 찍지 못해서 단비팀이 결혼식을 준비했다. 그 날, 결혼식에는 영화배우 차인표가 사회를 맡았고 차인표, 황보, 주영훈, 리키 김 등이 소속된 "컴패션밴드"가 축가를 맡았다. 그리고 김순진 씨 가족들과 지인들의 영상편지로 시청자들을 울렸다. 하지만 결혼식 2주 후인 크리스마스 이브, 김순진 씨는 결혼식 사진을 몇 시간 바라보다가 사망하게 된다. 다음 날, 단비 팀(두준, 현철, 재훈 제외)도 故 김순진 씨의 빈소를 찾아서 유족들을 위로했다. 그리고 제작진은 故 김순진 씨의 명복을 빌기 위해 "(국화꽃)삼가 고인의 명복을 빕니다."라는 문구로 안방 시청자들이 모두 울었다.[8]

### 허접 삼형제
1. 멤버: 용만, 형돈, 두준.
2. 개요: 단비 9회에서 용만, 형돈, 두준은 배에서 일하고 있을 때 생긴 라인이다. 두준은 물고기 잡고, 형돈은 물 퍼내고, 용만은 노를 젓고 있었다. 그러나 티격태격하는 바람에 세 사람 전원이 물에 빠졌다. 두준은 팬티가 노출되고 형돈은 도마뱀이 붙어서 온갖 난리를 쳤다. 이 일 때문에 시청자들 몇몇한테 비난 받았다. 하지만 캄보디아 특집 2에서는 용만, 형돈, 두준, 지아는 불고기덮밥 재료를 사러 시장에 갔다. 그러나 300인분이라 산 재료의 양이 70kg이었다. 고추[9]를 허접한 삼형제가 먹어 누가 가장 오래 참나 대결을 했다. 먼저 소리 낸 사람이 40kg를 들고, 두 번째 소리 낸 사람은 30kg를 들어야 했다. 결국, 용만이 못 참아 40kg를 들고 이어서 형돈도 소리를 내 30kg를 들어야 했다. 허접한 삼형제는 고추 후유증으로 매워서 날뛰어 시청자들에게 큰웃음을 선사했다. 그리고 한편, 형돈은 알래스카에 있어서 닉쿤도 가세해 숯불 삼형제 혹은 삽질 삼형제 라인도 결성했다.

### 오지 탐구 생활
1. 원작: 남녀 탐구 생활
2. 개요 : 오지 탐구 생활은 단비 10회 캄보디아 특집 2탄에서 일어난 일이다. 톤레샵 호수에서 MC들이 하루밤을 자고 일어나자마자 나왔다. 상황은 이렇다.

- 남자는 일어나자마자 먹을 것 먼저 찾아요. 괜찮아요 여긴 오지니까요.— (형돈이 부스스하게 일어나자)

- 간신히 컵라면 하나를 건졌어요. (김현철이 몰래 훔쳐가자) 캐릭터 비슷한 사람에게 뺏겼어요.— (형돈이 컵라면으로 아침식사를 할 때 그러나 현철이 몰래 훔쳐간 셈...)

- 남자는 과학적으로 범인 색출에 나섰지만 포기하고 이제 현지 음식에 눈을 돌려요.— (형돈이 다른 음식을 찾으러 갈 때)

- 하지만 모르는 걸 함부로 먹는 게 아니었어요. 남자는 매워 죽어요. 그래도 음식은 절대 안 뱉어요. 이상 '오지탐구생활'이었어요.— (형돈이 캄보디아 현지 음식을 먹을 때 매워서 날뛰는 상황. 끝.)

### 자막 삼남매
1. 멤버: 현철, 마르코, 영미
2. 개요 : 케냐에서 세 사람은 자막이 없으면 못 알아들어서 생긴 별명이다. '단비' 캄보디아편에서 결성된 '허접 형제' 김용만, 정형돈, 윤두준과 새 라인 '자막 삼남매'는 앞으로 팽팽한 신경전을 펼치며 재미를 선사할 예정이다. 3월 7일 방송분에서 마르코가 천하무적 야구단 촬영 관계로 마르코의 자리는 2PM의 닉쿤이 그의 자리를 대신했다.

### 방송용만
1. 대명사: 용만
2. 개요 : 방송용만은 용만의 별명이다. 또한 필리핀 특집에서 닉쿤 구하기 등 큰 웃음을 선사했으며 필리핀 특집 3탄 때 필리핀에서 마지막 날 때는 먼지 때문에 목 상태가 안 좋아서 결국 3주 후, MBC 녹음실에서 목소리도 녹음해서 시청자들에게 큰 웃음을 선사했다. 또한 그의 예능 수제자인 윤두준에게도 방송두준이라는 별명을 하사했다.

- 유행어 :

| “ | 이래서 사람들이 용만 용만 하나봐요. (이래서 사람들이 OO OO 하나봐요.) | ” |

### 아이티방문
1. 간 사람들: 현철, 재훈, 지수, 현준, 동해
2. 개요: 아이티 지진으로 시청자 게시판에 아이티에 희망을 내려달라는 문의가 쇄도했다. 그래서 제작진은 아이티에 가기로 결정했다. 그리고 이 날이 필리핀 특집 촬영 다음 날이라 스케줄이 없는 현철 혼자 재훈과 단비천사 3명 이렇게 5인체제로 가게 되었다. 아이티에 도착한 이들은 대참사 현장에 경악을 했다. 멀쩡한 건물도 볼 수 없었고 심지어는 나라의 얼굴인 대통령궁마저 무너진 것이었다. 또한 무너진 건물에 깔려 죽은 9살 소녀의 인형이 걸린 것을 보면서 지수는 눈물을 흘렸다고 했다. 그리고 촬영 때부터 동행했던 시클로도 가세해 레오간 지역으로 갔다. 레오간 지역은 지진피해가 가장 심했던 지역으로 그곳에서 단비 팀은 단비 마을 1호를 만들어주기로 했다. 현준, 지수, 재훈은 유치원에서 아이들과 놀아주었고 현철과 동해는 텐트 50개를 다 설치했다.[10] 그리고 결국 50개를 다 설치해서 사람들은 모두 환호 했다. 그리고 2010년 5월 23일에 방송된 분에서는 의료진들 현장도 방문해서 시청자들의 마음에 단비를 뿌렸다.

## 방송 회차
- 1화 - 아프리카 잠비아 특집 1탄 / 게스트 - 한지민 / 방송: 2009년 12월 6일[11]
- 2화 - 아프리카 잠비아 특집 2탄 / 게스트 - 한지민 / 방송: 2009년 12월 13일
- 3화 - 당원 축적병 걸린 7살 소녀 돕기 / 게스트 - 한효주 / 방송: 2009년 12월 20일 (윤두준 불참)
- 4화 - 올 한 해동안 선행을 한 시민영웅 특집 / 게스트 - 2NE1 / 방송: 2009년 12월 27일 (윤두준 불참)
- 5화 - <신년특집> 세상에서 가장 아름다운 결혼식 1탄 / 게스트 - 류승수, 차인표 / 방송: 2010년 1월 3일 (정형돈 영입)
- 6화 - <신년특집> 세상에서 가장 아름다운 결혼식 2탄 / 게스트 - 류승수, 차인표 / 방송: 2010년 1월 10일[12]
- 7화 - 스리랑카 특집 1탄 / 게스트 - 남상미 / 방송: 2010년 1월 17일[13] (정형돈, 윤두준 불참)
- 8화 - 스리랑카 특집 2탄 / 게스트 - 남상미  / 방송: 2010년 1월 24일
- 9화 - 캄보디아 특집 1탄 / 게스트 - 이지아 / 방송: 2010년 1월 31일[14]
- 10화 - 캄보디아 특집 2탄 / 게스트 - 이지아  / 방송: 2010년 2월 7일.
- 11화 - <설날특집> 드림 카 / 게스트 - 박신혜 / 방송: 2010년 2월 14일 (윤두준은 방송 중간에 뒤늦게 합류.)
- 12화 - 아프리카 케냐 특집 1탄 / 게스트 - 핑클 성유리, 이진 / 방송: 2010년 2월 21일 (마르코 영입)
- 13화 - 아프리카 케냐 특집 2탄 / 게스트 - 핑클 성유리, 이진 / 방송: 2010년 2월 28일
- 14화 - 필리핀 특집 1탄 / 게스트 - 송지효, 2PM 닉쿤 / 방송: 2010년 3월 7일. (마르코 불참)
- 15화 - 필리핀 특집 2탄 / 게스트 - 송지효, 2PM 닉쿤 / 방송: 2010년 3월 14일.[15]
- 16화 - 필리핀 특집 3탄 / 게스트 - 송지효, 2PM 닉쿤 / 방송: 2010년 3월 21일. (정형돈 불참)
- 17화 - 아이티 특집 1탄 / 게스트 - 김지수, 신현준, 슈퍼주니어 동해 / 방송: 2010년 3월 28일 (前 멤버 탁재훈 동참. 김용만, 안영미, 윤두준, 정형돈, 마르코는 불참)[16]
- 18화 - 아이티 특집 2탄 / 게스트 - 김지수, 신현준, 슈퍼주니어 동해 / 방송: 2010년 5월 23일[17]
- 19화 - 라오스 특집 1탄 / 게스트 - 윤소이, 민효린 / 방송: 2010년 5월 30일.
- 20화 - 라오스 특집 2탄 / 게스트 - 윤소이, 민효린 / 방송: 2010년 6월 6일.
- 21화 - 라오스 특집 3탄 / 게스트 - 윤소이, 민효린 / 방송: 2010년 6월 13일.
  - 동티모르 특집 1탄 / 게스트 - 신세경, 조동혁 / 방송: 2010년 6월 13일.[18]
- 22화 - 동티모르 특집 2탄 / 게스트 - 신세경, 조동혁 / 방송: 2010년 6월 20일.
- 23화 - 동티모르 특집 3탄 / 게스트 - 신세경, 조동혁 / 방송: 2010년 6월 27일.
- 24화 - 동티모르 특집 4탄 / 게스트 - 신세경, 조동혁 / 방송: 2010년 7월 4일.
  - 몽골리아 특집 1탄 / 게스트 - 김수로, 장혁, 장희진, 김사랑, 조동혁 / 방송: 2010년 7월 4일. (윤두준 불참)[19]
- 25화 - 몽골리아 특집 2탄 / 게스트 - 김수로, 장혁, 장희진, 김사랑 / 방송: 2010년 7월 11일.
- 26화 - 몽골리아 특집 3탄 / 게스트 - 김수로, 장혁, 장희진, 김사랑 / 방송: 2010년 7월 18일.
- 27화 - 몽골리아 특집 4탄 / 게스트 - 김수로, 장혁, 장희진, 김사랑 / 방송: 2010년 7월 25일.
- 28화 - 베트남 특집 1탄 / 게스트 - 정경호, 손담비, 정아, 김용준 / 방송: 2010년 8월 1일.
- 29화 - 베트남 특집 2탄 / 게스트 - 정경호, 손담비, 정아, 김용준 / 방송: 2010년 8월 8일.
- 30화 - 베트남 특집 3탄 / 게스트 - 정경호, 손담비, 정아, 김용준 / 방송: 2010년 8월 15일.

## 경쟁 프로그램
- 일요일이 좋다
  - 런닝맨 (1부 프로그램)
  - 영웅호걸 (경쟁 프로그램)

- 해피선데이
  - 남자의 자격 (1부 프로그램)
  - 1박 2일 (경쟁 프로그램)

- 일밤
  - 뜨거운 형제들 (1부 프로그램)